# Отрохово (Кролевецкий район)
Отрохово (укр. Отрохове) — село,
Мутинский сельский совет,
Кролевецкий район,
Сумская область,
Украина.
Код КОАТУУ — 5922686307. Население по переписи 2001 года составляло 86 человек .

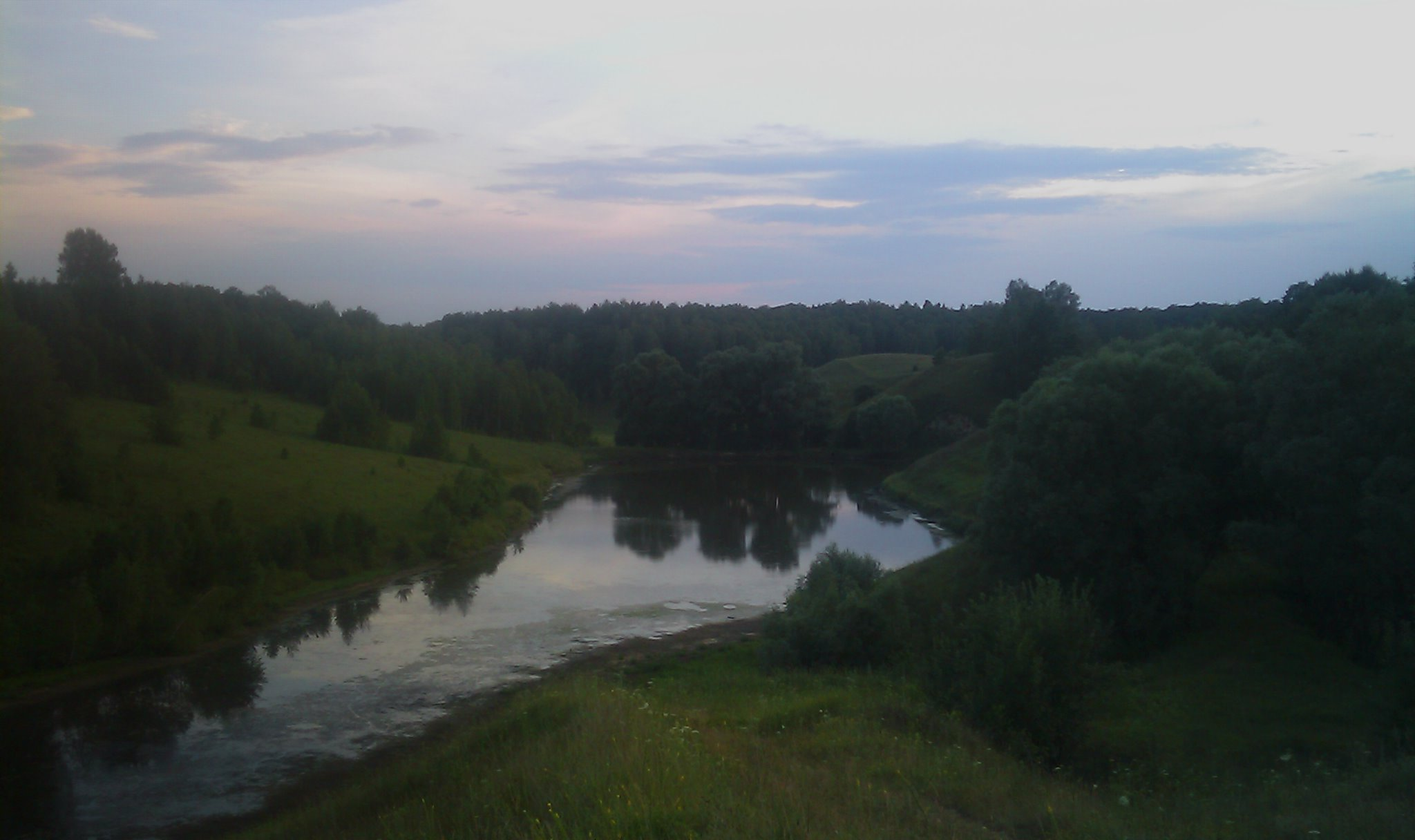
Окрестности Отрохова

## Географическое положение
Село Отрохово находится в 9-и км от города Кролевец на автомобильной дороге Т-1907.
На расстоянии в 1 км расположены сёла Кащенково, Кубахово, Жабкино и Малиново.